# Ieronim Uborevich
Ieronim Petrovich Uborevich (em lituano:  Jeronimas Uborevičius; 14 de janeiro de 1896 - 12 de junho de 1937) foi um comandante militar soviético do Exército Vermelho, durante a Guerra Civil Russa. Ele alcançou o posto de Comandante do Exército, 1º Grau, equivalente ao de General do Exército, depois que as antigas fileiras imperiais foram reintroduzidas, em 1940. Ele foi executado em junho de 1937, e reabilitado postumamente em 1957.

## Juventude
Uborevich nasceu em uma família de agricultores lituanos, em Užpaliai. De 1909 a 1914 ele estudou em uma escola secundária em Daugavpils, na Letônia, e entre 1914 e 1915 frequentou o Politécnico de Petrogrado, na Rússia. Ele se juntou à Escola de Artilharia Konstantinovskoie, em 1915, graduando-se em 1916 e se juntando ao Exército Imperial Russo.

## Carreira militar
Uborevich iniciou sua carreira militar durante a Primeira Guerra Mundial, servindo como oficial subalterno no Exército Imperial Russo. Ele se juntou ao Partido Bolchevique em março de 1917, e em janeiro do ano seguinte ele comandou um destacamento de Guardas Vermelhos na Bielorrússia. Capturado pelos alemães, Uborevich conseguiu escapar. Durante a Guerra Civil Russa, ele serviu em uma variedade de postos de comando no Exército Vermelho, comandando o 5.º, 9.º, 13.º e 14.º Exércitos. Ele lutou ao lado de Mikhail Tukhachevski na Guerra Polaco-Soviética, e na repressão à Rebelião de Tambov, em 1921. Em 1922 ele tornou-se Ministro da Guerra da República do Extremo Oriente, um estado-tampão de curta sobrevida, entre a Rússia Soviética e o Japão.
Em 1925, Uborevich tornou-se comandante do Distrito Militar do Cáucaso Norte e, em 1928, do Distrito Militar de Moscou. Ele serviu como Chefe de Armamentos do Exército Vermelho, de 1928 a 1931, e vice-presidente do Conselho Militar Revolucionário, de 1930 a 1931. De 1931 a 1937, ele foi comandante do Distrito Militar da Bielorrússia, um dos dois (juntamente com o Distrito Militar de Kiev) comandos-chave que mais tarde suportariam o peso de toda guerra soviética ao longo de sua fronteira ocidental.

## Grande Expurgo
Uborevich foi preso durante o Grande Expurgo do Exército Vermelho, e em maio de 1937, ele foi julgado pelo NKVD em um evento conhecido como Caso da Organização Militar Anti-Soviética Trotskista. Ele foi executado em junho de 1937, e reabilitado postumamente em 1957.